# Saint-Laurent-sur-Mer
Saint-Laurent-sur-Mer [sɛ̃ loʁɑ̃ syʁ mɛʁ] ist ein Dorf und eine Gemeinde im französischen Département Calvados in der Region Normandie mit 262 Einwohnern (Stand: 1. Januar 2022). Die Gemeinde gehört zum Arrondissement Bayeux und zum Kanton Trévières, die Einwohner werden Saint-Laurentais genannt.

## Geografie
Saint-Laurent-sur-Mer liegt etwa 22 Kilometer nordwestlich von Bayeux und etwa 42 Kilometer nordnordöstlich von Saint-Lô an der Ärmelkanalküste. Umgeben wird Saint-Laurent-sur-Mer von den Nachbargemeinden Colleville-sur-Mer im Osten und Südosten, Formigny La Bataille im Süden sowie Vierville-sur-Mer im Westen und Nordwesten.

## Geschichte
Die Küste bei Saint-Laurent-sur-Mer gehört zum Küstenabschnitt von Omaha Beach. Am 6. Juni 1944 begann hier die Landung der Alliierten in der Normandie.

## Bevölkerungsentwicklung
| 1962                      | 1968 | 1975 | 1982 | 1990 | 1999 | 2006 | 2013 |
| ------------------------- | ---- | ---- | ---- | ---- | ---- | ---- | ---- |
| 199                       | 174  | 161  | 188  | 163  | 184  | 229  | 243  |
| Quelle: Cassini und INSEE |      |      |      |      |      |      |      |

## Sehenswürdigkeiten

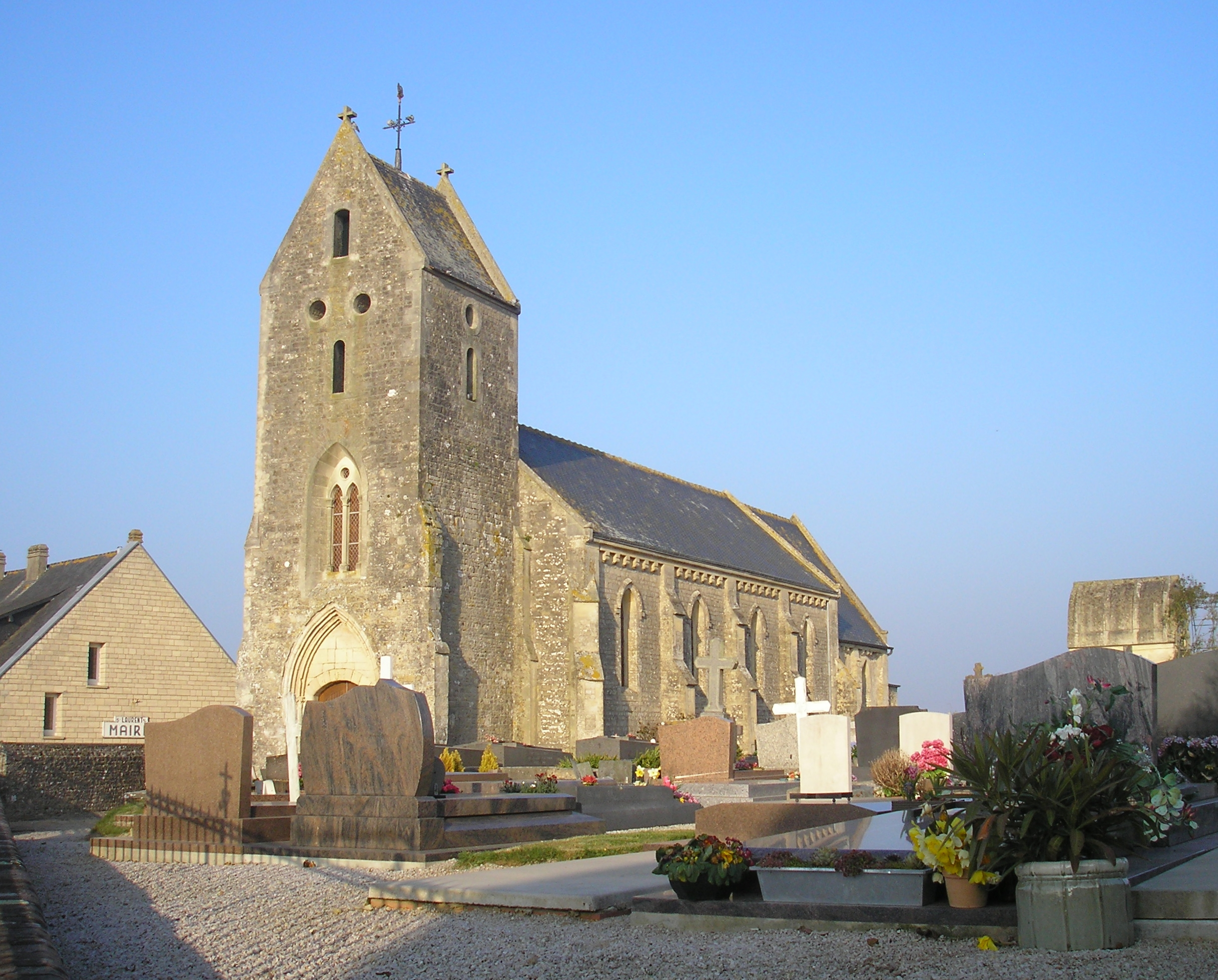
Kirche Saint-Laurent

- Kirche Saint-Laurent aus dem 13. Jahrhundert
- Portal zum alten Herrenhaus, seit 1927 Monument historique
- Museum zum Omaha Beach